# Milk (film)
Milk è un film biografico del 2008 diretto da Gus Van Sant, incentrato sulla vita di Harvey Milk, primo gay dichiarato ad essere eletto ad una carica politica negli Stati Uniti interpretato da Sean Penn.
Negli Stati Uniti, il film ha avuto una distribuzione limitata il 26 novembre 2008, giorno dell'anniversario dell'assassinio di Milk e del sindaco di San Francisco George Moscone, per poi essere distribuito nelle sale in modo più esteso il 5 dicembre 2008. In Italia è stato distribuito il 23 gennaio 2009 dalla BiM Distribuzione.
Ha ottenuto otto candidature ai Premi Oscar 2009, vincendone due per il miglior attore protagonista a Sean Penn e la migliore sceneggiatura originale a Dustin Lance Black.

## Trama
Il film si apre con varie immagini di repertorio, che testimoniano la persecuzione della polizia nei confronti degli omosessuali, con irruzioni nei gay bar e arresti tra il 1950 e il 1960, seguito dall'annuncio di Dianne Feinstein che informa la stampa dell'assassinio del consigliere Harvey Milk e del sindaco George Moscone. Il 18 novembre 1978, nove giorni prima degli omicidi, Milk è intento a registrare su audiocassetta le tappe della sua vita e della sua vicenda politica, diventando la voce narrante del film. Il film torna indietro nel 1970, quando Harvey Milk lavorava come assicuratore a New York e alla soglia dei quarant'anni incontra il giovane Scott Smith che per molti anni sarà il suo compagno. Desiderosi di cambiare vita, Milk e il suo compagno si trasferiscono a San Francisco, nella speranza di trovare una maggiore accettazione alla loro relazione.
I due aprono un negozio di fotografia, il Castro Camera, nel quartiere popolare della città abitato prevalentemente da lavoratori irlandesi e cattolici, che non vedono di buon occhio l'evoluzione del quartiere, divenuto punto di riferimento per la comunità gay. Il piccolo negozio di fotografia diventa il ritrovo di un folto gruppo di amici che sostiene il nascente attivismo di Milk, che chiede pari diritti e opportunità per tutti, diventando un paladino dell'intera comunità di Castro, che gli affibbia il soprannome di "Sindaco di Castro Street". Oltre ad essere amato dalla comunità gay, Harvey Milk riesce a farsi apprezzare dall'intera città trovando sostegno da giovani e anziani, omosessuali e eterosessuali, e questo lo stimola ad entrare in politica, candidandosi per la carica di consigliere comunale. Harvey trova l'appoggio nell'amato Scott e nei suoi fidati amici, tra cui Cleve Jones, portando una ventata di ottimismo nella città e facendosi promotore del cambiamento.
Nonostante le sue buone iniziative, Milk non viene eletto ma non si perde d'animo e con estrema determinazione concorre altre volte per ottenere una carica nel governo cittadino. Al suo quarto tentativo, Scott lascia Harvey, non potendo più tollerare una nuova rincorsa alla carica di consigliere, che già da tempo li aveva allontanati. Ma l'ultima campagna elettorale si dimostra un successo e Harvey viene eletto consigliere per il 5º Distretto, diventando il primo gay dichiarato ad assumere una carica istituzionale negli Stati Uniti. Nel frattempo Milk inizia una relazione con Jack Lira, un ragazzo latino fragile e un po' sbandato. In municipio, Harvey ha modo di conoscere il conservatore Dan White, veterano del Vietnam ed ex pompiere: nonostante le differenze tra i due si instaura un rapporto lavorativo che porta White ad invitare Harvey al battesimo del suo primogenito Charles.
Il rapporto tra i due inizia ad essere teso dopo che Milk non appoggia un progetto di White, facendo sì che questi si senta tradito, al punto che il suo sarà l'unico voto contrario all'ordinanza di Milk a favore dei diritti gay. Non riuscendo a fronteggiare la vita politica e l'assenza del suo amante, Jack Lira si toglie la vita impiccandosi, ma Milk non avrà il tempo di piangerlo, concentrato esclusivamente alla lotta della Proposition 6, legge che avrebbe permesso di licenziare gli insegnanti sulla base dei loro orientamenti sessuali, sponsorizzata dal senatore John Briggs. La campagna, iniziata dalla cantante Anita Bryant, portò all'approvazione della legge nella Contea di Miami-Dade, in Florida nel giugno del 1977. Il 7 novembre del 1978, dopo una lunga ed estenuante lotta alla Proposition 6, il movimento e Milk possono gioire per la sconfitta della legge.
White, nel frattempo dimessosi dalla carica di consigliere, si dimostra instabile e insofferente ai successi di Milk. Tornato sui suoi passi, White tenta di riottenere il suo posto in municipio scontrandosi con l'opposizione del sindaco Moscone. La mattina del 27 novembre 1978 il crescente livore di Dan White porta l'uomo ad entrare nel Municipio di San Francisco attraverso una finestra del seminterrato, al fine di nascondere una pistola ai metal detector. Dopo aver ottenuto un colloquio, White spara al sindaco Moscone, successivamente si dirige verso l'ufficio di Milk. Ignaro, Harvey segue White nel suo ufficio, dove l'uomo lo fredda brutalmente con diversi colpi d'arma da fuoco. Il film si conclude con una ripresa aerea di una imponente fiaccolata che attraversa le strade di San Francisco, in omaggio a Harvey Milk e al sindaco George Moscone. I titoli di coda mostrano i reali protagonisti della vicenda affiancati agli attori da cui vengono interpretati e viene raccontata la loro vita, dopo la tragica morte di Milk.

## Produzione
Nei primi mesi del 1991 era in cantiere la realizzazione di un film biografico sulla figura di Harvey Milk, basato su una sceneggiatura intitolata The Mayor of Castro Street (Il sindaco di Castro Street), che avrebbe visto Oliver Stone alla regia e, per il ruolo principale, Robin Williams (successivamente vennero fatti pure i nomi di Richard Gere, Daniel Day-Lewis e James Woods). Dopo l'abbandono del progetto da parte di Stone, nel luglio del 1992 Gus Van Sant firmò un contratto con la Warner Bros. per dirigere il biopic, pensando già a Sean Penn per il ruolo di protagonista e a Tom Cruise nella parte del suo assassino. Nell'aprile del 1993, però, Van Sant abbandonò anch'egli il progetto per divergenze creative con la Warner ed alla fine il progetto venne di fatto congelato.
Avendo poi avuto modo di leggere una differente sceneggiatura incentrata anch'essa sulla vita di Milk ad opera di Dustin Lance Black, nei primi mesi del 2007 il regista cominciò dunque a muoversi per portarla sul grande schermo ma, proprio nello stesso periodo, il progetto di The Mayor of Castro Street era rientrato nella sua piena fase di sviluppo, con la regia affidata a Bryan Singer. Nel settembre del 2007, il regista scritturò Sean Penn per il ruolo principale e Matt Damon per quello dell'assassino di Milk, Dan White. Quest'ultimo in seguito dovette rinunciare a causa di impegni già presi in precedenza con Paul Greengrass per il film Green Zone.
Nel novembre 2007 la Focus Features decise d'appoggiare la produzione di Milk, siccome il progetto della Warner s'era frattanto nuovamente arenato a causa dello sciopero degli sceneggiatori (2007-2008), stanziandovi un budget ammontante a circa 20 milioni di dollari.. Al cast si unirono poi Emile Hirsch, James Franco e Josh Brolin, quest'ultimo per sostituire Matt Damon nella parte di Dan White. Gus Van Sant, durante la fase di pre-produzione, si affidò a fidati tecnici, come il direttore della fotografia Harris Savides, suo assiduo collaboratore. Milk segna la quinta collaborazione tra Savides e Van Sant, dopo Scoprendo Forrester e la trilogia della morte Gerry, Elephant e Last Days. La scelta di Savides trovò pure il consenso dei produttori della pellicola, che avevano apprezzato le sue precedenti ricostruzioni delle ambientazioni anni settanta in film come Zodiac e American Gangster.

### Sceneggiatura
Il copione del film venne dunque scritto da Dustin Lance Black, rimasto impressionato dalla figura di Harvey Milk dopo una visita a San Francisco durante i suoi anni degli studi. Dopo aver visionato il documentario premio Oscar di Rob Epstein The Times of Harvey Milk, iniziò a raccogliere informazioni sulla vita di Milk, una ricerca che lo tenne impegnato per oltre tre anni. La sceneggiatura di Black si focalizza sugli ultimi otto anni di vita di Harvey Milk, dal 1970 al 1978, anno del suo omicidio. Il lavoro di Black venne premiato il 22 febbraio 2009 con l'Oscar alla migliore sceneggiatura originale e durante la premiazione, un Black viisibilmente commosso raccontò di quanto la figura di Harvey Milk gli sia servita per vivere con serenità la propria omosessualità, esortando i giovani omosessuali all'ascolto ad avere speranza: 

### Cast

#### Il protagonista

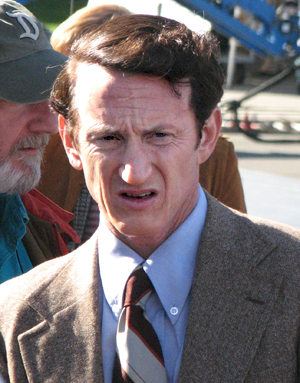
Sean Penn durante le riprese del film (2008)

Reduce dalla sua quarta regia cinematografica, Sean Penn torna alla recitazione cimentandosi per la prima volta con un ruolo omosessuale; già nel 1997 stava per interpretare il vicino di casa gay di Jack Nicholson in Qualcosa è cambiato, ruolo affidato poi a Greg Kinnear. Nonostante il film non mostri scene sessualmente esplicite, Sean Penn è stato protagonista per la prima volta sul grande schermo di baci ed effusioni con un uomo, in questo caso con il collega James Franco. Al riguardo ha dichiarato:
Per prepararsi al meglio alla parte s'è sottoposto ad una rigida dieta dimagrante, col proposito d'avvicinarsi quanto più possibile alla corporatura del vero Milk, e perdendo perciò notevolmente il suo tono muscolare, oltreché incontrare molte delle persone che ebbero modo di conoscerlo in vita e consultare a lungo i discorsi pubblici e le interviste di Milk, per catturare al meglio ogni sfumatura della sua voce. Il merito della sua trasformazione fisica è da ricercarsi pure nel gran lavoro svolto dal premio Oscar per il trucco de La mosca, Stephan Dupuis, che gli applicò una protesi al naso e una ai denti, con l'aggiunta di lenti a contatto colorate per camuffargli il colore degli occhi, dal suo azzurro naturale al nocciola, ed un'attaccatura differente di capelli.
L'attore californiano, che ha voluto fortemente il ruolo di Milk, si è guadagnato il plauso di stampa e critica, che hanno definito la sua interpretazione straordinaria e meritevole dell'Oscar. Infatti, il 22 febbraio 2009, vince la sua seconda statuetta come miglior attore, dopo la vincita del 2004 per Mystic River, battendo il favorito Mickey Rourke per The Wrestler. Durante la premiazione sul palco del Kodak Theatre, dopo aver ringraziato amici e parenti, Penn si è detto orgoglioso di vivere in un paese che ha eletto un uomo come Barack Obama e ha ribadito il suo sostegno agli omosessuali e alla loro parità di diritti.

#### Altri interpreti
Il cast del film, quasi interamente al maschile, oltre al protagonista vede la presenza di Josh Brolin, Emile Hirsch, James Franco e Diego Luna. Josh Brolin, reduce dal successo di Non è un paese per vecchi e dal controverso W. di Oliver Stone, interpreta l'ex consigliere comunale Dan White, che guidato dalla sua omofobia assassinò Milk e il sindaco Moscone; per la sua interpretazione, Brolin si è aggiudicato un National Board of Review Awards 2008 come miglior attore non protagonista. James Franco è il compagno di Milk, Scott Smith, vincitore agli Independent Spirit Awards 2009 come miglior attore non protagonista. Per il ruolo si sono proposti diversi attori, come Chris Evans, che avrebbe fatto carte false per ottenere la parte. Emile Hirsch è Cleve Jones, attivista e amico di Milk, l'attore californiano aveva lavorato con Sean Penn l'anno precedente, venendo da lui diretto nel pluripremiato Into the Wild - Nelle terre selvagge, pellicola che lo ha fatto conoscere al grande pubblico. L'attore messicano Diego Luna interpreta Jack Lira, il fragile amante di Milk impiccatosi nel 1978.
A definire il cast vi è una schiera di attori provenienti dalla televisione ma soprattutto dal teatro, come Alison Pill, Denis O'Hare, Victor Garber e Stephen Spinella, inoltre Lucas Grabeel interpreta il fotografo e attivista Danny Nicoletta, mentre Joseph Cross e Brandon Boyce sono rispettivamente Dick Pabich e Jim Rivaldo, analisti e strateghi politici che lavorarono per Milk.
Il cast viene arricchito dalla presenza di diverse personalità della cultura e della politica, come l'artista kitsch statunitense Jeff Koons che interpreta l'ex sindaco di San Francisco Art Agnos, il politico e attivista gay Tom Ammiano impersona se stesso, infine appare il musicista Steven Wiig, alla sua seconda esperienza recitativa dopo Into the Wild - Nelle terre selvagge. Il film si avvale di immagini repertorio, in cui sono riconoscibili l'allora Presidente degli Stati Uniti Jimmy Carter e l'allora Governatore della California Ronald Reagan; inoltre, sempre in immagini di repertorio appaiono il giornalista Walter Cronkite e la cantante Anita Bryant, nota per le sue campagne contro gli omosessuali e i loro diritti.

### Riprese
Il film è stato girato interamente a San Francisco, e le riprese sono iniziate ufficialmente nel gennaio del 2008 nel famoso quartiere Castro e si sono concluse a marzo dello stesso anno. Come spesso capita nel mondo del cinema i produttori tendono a cercare i luoghi di riprese più economici, la scelta di effettuare le riprese proprio a San Francisco si è resa necessaria dal volere del regista, che riteneva importante girare dove erano avvenuti i fatti, ma soprattutto per il volere di Sean Penn che si sarebbe rifiutato di prendere parte al film se non fosse stato così. La produzione ha effettuato varie ricerche nei luoghi storici della città di San Francisco e ha parlato con le persone che hanno avuto modo di conoscere Milk, inoltre sono state raccolte immagini della Castro Street risalenti agli anni settanta, in modo da ricostruire il più fedelmente le ambientazioni dell'epoca.
L'intera produzione ha avuto la piena collaborazione del sindaco Gavin Newsom, che si è personalmente assicurato che avesse libero accesso a tutte le zone della città. Il Castro Camera, il negozio di fotografia di cui era proprietario Milk, è diventato negli anni un negozio di articoli regali chiamato "Given" e la produzione ne ha affittato i locali per un paio di mesi, per girarvici parte del film. Il negozio, che si trova al 575 di Castro Street, è stato trasformato dallo scenografo Bill Groom senza ad esso recare alcun danno. Per l'occasione è stato rimodernato il Castro Theatre, ridipingendo la facciata e sostituendo il tendone e le insegne al neon. Le riprese hanno avuto luogo anche al Municipio di San Francisco, ma l'ufficio di Dan White, dove Milk fu assassinato, è stato ricreato altrove a causa della modernità degli odierni uffici municipali.

Il primo giorno di riprese, Dustin Lance Black ricorda che era una giornata fredda e piovosa, ma poco prima del primo ciak le nuvole si aprirono facendo uscire il sole, la comparsa immediata dell'arcobaleno per Black fu un segno di buon auspicio, in riferimento alla bandiera arcobaleno, uno dei simboli per la comunità LGBT. L'8 febbraio 2008 è stata girata una delle scene più emotive ed importanti del film, ovvero la pacifica fiaccolata nata come reazione per la morte di Milk e Moscone, alla scena hanno preso parte centinaia di comparse, di ogni razza, età, estrazione sociale ed orientamento sessuale, parteciparono liberamente e gratuitamente. Tra le numerose comparse vi erano persone che hanno realmente partecipato alla veglia del 1978, tra queste Cleve Jones (che nel film è interpretato da Emile Hirsch), noto attivista gay e creatore del NAMES Project AIDS Memorial Quilt. Jones ha lavorato a stretto contatto con la produzione come consulente storico. Dopo le riprese della fiaccolata ha commentato:

## Colonna sonora
La colonna sonora si basa interamente sulle musiche sinfoniche composte da Danny Elfman. Tuttavia sono presenti anche brani popolari degli anni settanta, come Queen Bitch di David Bowie e You Make Me Feel (Mighty Real) di Sylvester, e una versione ad opera degli Swingle Singers del Preludio n.7 in mi bemolle di Bach.

## Distribuzione

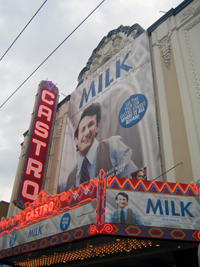
Facciata del Castro Theatre durante l'anteprima.

L'anteprima del film è avvenuta al Castro Theatre il 28 ottobre 2008 a trent'anni dalla morte di Milk e Moscone. L'uscita del film è coincisa con un periodo storico e sociale significativo, per scelta dello stesso regista e della Focus Features, il film è stato distribuito dopo le elezioni presidenziali statunitensi del 2008 e dopo il voto al Proposition 8, referendum in cui si chiedeva l'abolizione del diritto al matrimonio per le coppie omosessuali. La casa di distribuzione ha cercato di rimanere al di sopra degli eventi politici, per evitare speculazioni o parallelismi con la Proposition 6 che viene affrontata nel film. Alcuni attivisti chiesero alla Focus Features di togliere il film dalle sale cinematografiche Cinemark, boicottando la catena di teatri, il cui amministratore delegato, Alan Stock, donò oltre 9.000 dollari per il si alla Proposition 8.
Il film è stato distribuito nelle sale statunitensi il 26 novembre 2008, con un numero limitato di copie, a partire dal 5 dicembre 2008 il film ha avuto una vasta distribuzione.

### Data di uscita
| Paese       | Titolo film   | Date                                         |
| ----------- | ------------- | -------------------------------------------- |
| Stati Uniti | Milk          | 28 ottobre 2008 (anteprima) 26 novembre 2008 |
| Israele     | Milk          | 22 dicembre 2008                             |
| Russia      | Милк          | 15 gennaio 2009                              |
| Italia      | Milk          | 23 gennaio 2009                              |
| Polonia     | Obywatel Milk | 23 gennaio 2009                              |
| Regno Unito | Milk          | 23 gennaio 2009                              |
| Australia   | Milk          | 29 gennaio 2009                              |
| Brasile     | Milk          | 6 febbraio 2009                              |
| Spagna      | Milk          | 6 febbraio 2009                              |
| Germania    | Milk          | 19 febbraio 2009                             |
| Ungheria    | Milk          | 19 febbraio 2009                             |
| Norvegia    | Milk          | 20 febbraio 2009                             |
| Francia     | Harvey Milk   | 4 marzo 2009                                 |

### Edizioni home video
Il film è stato distribuito per il videonoleggio a partire dal 22 aprile 2009, mentre per la vendita è stato distribuito a partire dal 3 giugno 2009. A partire dalla stessa è disponibile in commercio anche un'edizione speciale e in formato Blu-ray Disc.
L'edizione 2 dischi contiene:
| Disco 1 - Film - Milk - 2008 - USA - 128 min - Audio Dolby Digital 5.1 italiano e originale - Video 16/9 1.85:1 - Sottotitoli: italiano - Extra: trailer cinematografico | Disco 2 - Contenuti speciali - The Times of Harvey Milk di Robert Epstein - Premio Oscar miglior documentario 1984 - USA 1984, 84 min - Audio Dolby Digital 2.0 originale - Hollywood comes to San Francisco - Scene inedite - Finding Gus: l'avventuroso cinema di Van Sant - a cura di Mario Sesti |

## Accoglienza

### Incassi
Nel primo fine settimana di programmazione è entrato alla decima posizione della top ten incassando 1.400.000 dollari su 36 sale. In Italia è stato distribuito dalla BiM Distribuzione in 180 sale a partire dal 23 gennaio 2009, incassando nel primo week-end di programmazione 609.616€ con una media di 4.091 € per sala, posizionandosi al settimo posto della classifica dei film più visti. Il film ha incassato negli Stati Uniti 31,841,299 $ e 22,660,084 $ nel resto del mondo; in Italia ne ha totalizzati 2.466.065 €.

### Critica

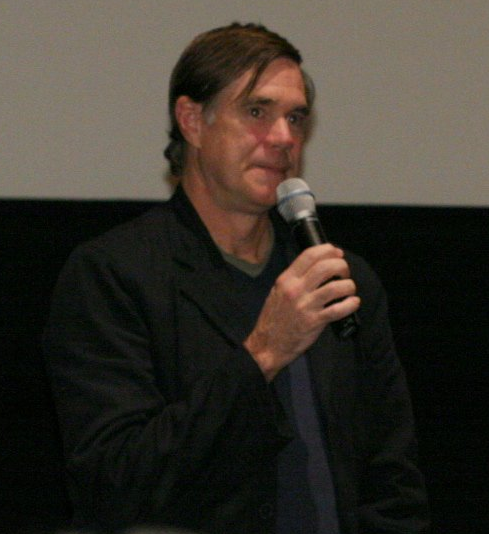
Gus Van Sant

Gus Van Sant, nominato all'Oscar 1998 per Will Hunting - Genio ribelle, originario di Louisville, ha spesso affrontato le tematiche gay nei suoi lavori, fin dal suo esordio alla regia nel 1985 con Mala Noche. Dopo anni in cui ha raccontato il mondo degli adolescenti in film dal sapore più indipendente, con questa pellicola torna ad un cinema più commerciale, ad alto budget e rivolto ad un pubblico più vasto; l'ultimo film con queste caratteristiche è stato Scoprendo Forrester. Nonostante l'alto budget, Van Sant non abbandona lo stile quasi documentaristico che ha caratterizzato gran parte dei suoi ultimi lavori.
Da sempre vicino al cinema di cronaca e a tematiche spigolose, Van Sant realizza nuovamente un film su una morte annunciata, basti vedere Last Days sulla vita di Kurt Cobain e Elephant sul massacro della Columbine High School, tracciando il ritratto di un uomo desideroso di cambiare il mondo. Per porre maggior attenzione al carisma umano e politico di Milk, il regista si avvale di uno stile registico sobrio e asciutto, usando e mescolando tra loro varie tecniche come flashback, found footage e immagini volutamente sgranate in super 8, per dare quel senso di vintage all'intera pellicola. Il regista venne a conoscenza della figura di Harvey Milk poco dopo la sua morte, prese informazioni su di lui e rimase notevolmente colpito dal suo esempio, tanto da trovare il coraggio di fare coming out, dichiarando la propria omosessualità. L'idea di fare un film su Milk circolava ad Hollywood già da diversi anni. Van Sant fu contattato nel 1992, ma tra rinvii e svariati problemi dovette aspettare quasi quindici anni per realizzare il progetto.

## Riconoscimenti
- 2009 - Premio Oscar
  - Miglior attore protagonista a Sean Penn
  - Migliore sceneggiatura originale a Dustin Lance Black
  - Candidatura Miglior film a Dan Jinks e Bruce Cohen
  - Candidatura Migliore regia a Gus Van Sant
  - Candidatura Miglior attore non protagonista a Josh Brolin
  - Candidatura Migliori costumi a Danny Glicker
  - Candidatura Miglior montaggio a Elliot Graham
  - Candidatura Miglior colonna sonora a Danny Elfman
- 2009 - Golden Globe
  - Candidatura Miglior attore in un film drammatico a Sean Penn
- 2009 - Premio BAFTA
  - Candidatura Miglior film a Dan Jinks e Bruce Cohen
  - Candidatura Miglior attore protagonista a Sean Penn
  - Candidatura Migliore sceneggiatura originale a Dustin Lance Black
  - Candidatura Miglior trucco a Steven E. Anderson e Michael White
- 2009 - David di Donatello
  - Candidatura Miglior film straniero a Gus Van Sant
- 2010 - Premio César
  - Candidatura Miglior film straniero a Gus Van Sant
- 2008 - National Board of Review Award
  - Migliori dieci film
  - Miglior attore non protagonista a Josh Brolin
- 2008 - Los Angeles Film Critics Association Award
  - Miglior attore protagonista a Sean Penn
- 2009 - MTV Movie Award
  - Candidatura Miglior bacio a Sean Penn e James Franco
- 2008 - Boston Society of Film Critics Award
  - Migliore regia a Gus Van Sant
  - Miglior attore protagonista a Sean Penn
  - Migliore sceneggiatura a Dustin Lance Black
  - Candidatura Miglior film
- 2008 - Screen Actors Guild Award
  - Miglior attore protagonista a Sean Penn
  - Candidatura Miglior cast
  - Candidatura Miglior attore non protagonista a Josh Brolin
- 2008 - Critics' Choice Movie Award
  - Miglior cast corale
  - Miglior attore protagonista a Sean Penn
  - Candidatura Miglior film
  - Candidatura Migliore regia a Gus Van Sant
  - Candidatura Miglior attore non protagonista a Josh Brolin
  - Candidatura Miglior attore non protagonista a James Franco
  - Candidatura Miglior sceneggiatore a Dustin Lance Black
  - Candidatura Miglior colonna sonora a Danny Elfman
- 2008 - New York Film Critics Circle Award
  - Miglior film
  - Miglior attore protagonista a Sean Penn
  - Miglior attore non protagonista a Josh Brolin
- 2008 - Satellite Award
  - Candidatura Miglior film drammatico
  - Candidatura Migliore regia a Gus Van Sant
  - Candidatura Miglior attore in un film drammatico a Sean Penn
  - Candidatura Miglior attore non protagonista a James Franco
  - Candidatura Migliore sceneggiatura originale a Dustin Lance Black
  - Candidatura Miglior colonna sonora a Danny Elfman
- 2008 - San Francisco Film Critics Circle Awards
  - Miglior film
  - Miglior regia a Gus Van Sant
  - Miglior attore protagonista a Sean Penn
  - Migliore sceneggiatura originale a Dustin Lance Black
- 2008 - Southeastern Film Critics Association Awards
  - Miglior film
  - Miglior attore protagonista a Sean Penn
  - Miglior sceneggiatura originale a Dustin Lance Black
  - Candidatura Miglior regia a Gus Van Sant
- 2009 - AFI Awards
  - Film dell'anno a Bruce Cohen e Dan Jinks
- 2009 - Academy of Motion Picture Arts and Sciences of Argentina
  - Candidatura Miglior film straniero a Gus Van Sant
- 2009 - Eddie Award
  - Candidatura Miglior montaggio in un film drammatico a Elliot Graham
- 2009 - Art Directors Guild
  - Candidatura Miglior scenografia
- 2008 - Austin Film Critics Association
  - Miglior attore protagonista a Sean Penn
  - Candidatura Miglior film
- 2010 - Premio Bodil
  - Candidatura Miglior film statunitense a Gus Van Sant
- 2009 - Artios Award
  - Miglior casting per un film studio o indipendente commedia o drammatico a Francine Maisler e Nina Henninger

- 2009 - Central Ohio Film Critics Association Awards
  - Candidatura Miglior film
  - Candidatura Miglior attore protagonista a Sean Penn
  - Candidatura Attore dell'anno a James Franco
- 2008 - Chicago Film Critics Association Award
  - Candidatura Miglior film
  - Candidatura Miglior regia a Gus Van Sant
  - Candidatura Miglior attore protagonista a Sean Penn
  - Candidatura Miglior sceneggiatura originale a Dustin Lance Black
  - Candidatura Miglior colonna sonora originale a Danny Elfman
- 2009 - Chlotrudis Awards
  - Candidatura Miglior attore protagonista a Sean Penn
- 2010 - Cinema Brazil Grand Prize
  - Candidatura Miglior film straniero a Gus Van Sant
- 2009 - Costume Designers Guild Awards
  - Candidatura Migliori costumi a Danny Glicker
- 2008 - Dallas-Fort Worth Film Critics Association Awards
  - Miglior attore protagonista a Sean Penn
  - Miglior sceneggiatura a Dustin Lance Black
  - Candidatura Miglior film
  - Candidatura Miglior regia a Gus Van Sant
  - Candidatura Miglior attore non protagonista a Josh Brolin
- 2009 - DGA Award
  - Candidatura Miglior regia a Gus Van Sant
- 2010 - Film Critics Circle of Australia Awards
  - Candidatura Miglior film in lingua inglese a Gus Van Sant
- 2009 - GLAAD Media Awards
  - Miglior film della grande distribuzione
- 2010 - Grammy Award
  - Candidatura Miglior colonna sonora a Danny Elfman
- 2008 - Hollywood Film Festival
  - Miglior sceneggiatore all'avanguardia a Dustin Lance Black
- 2009 - Humanitas Prize
  - Candidatura Miglior film a Dustin Lance Black
- 2009 - Independent Spirit Awards
  - Miglior attore non protagonista a James Franco
  - Miglior sceneggiatura d'esordio a Dustin Lance Black
  - Candidatura Miglior attore protagonista a Sean Penn
  - Candidatura Miglior fotografia a Harris Savides
- 2009 - Nastro d'argento
  - Candidatura Migliore film extraeuropeo a Gus Van Sant
- 2009 - London Critics Circle Film Awards
  - Candidatura Film dell'anno
  - Candidatura Regista dell'anno a Gus Van Sant
  - Candidatura Attore dell'anno a Sean Penn
- 2009 - Golden Reel Award
  - Candidatura Miglior montaggio (Dialoghi e ADR) a Leslie Shatz e Robert Jackson
- 2009 - National Society of Film Critics Awards
  - Miglior attore protagonista a Sean Penn
  - Candidatura Miglior regia a Gus Van Sant
  - Candidatura Miglior attore non protagonista a Josh Brolin
- 2009 - Online Film Critics Society Awards
  - Candidatura Miglior attore protagonista a Sean Penn
  - Candidatura Miglior sceneggiatura originale a Dustin Lance Black
  - Candidatura Miglior montaggio a Elliot Graham
  - Candidatura Miglior colonna sonora originale a Danny Elfman
- 2009 - PEN Center USA West Literary Awards
  - Literary Award alla sceneggiatura a Dustin Lance Black
- 2009 - PGA Awards
  - Stanley Kramer Award a Dan Jinks e Bruce Cohen
  - Candidatura Miglior produttore a Dan Jinks e Bruce Cohen
- 2008 - Phoenix Film Critics Society Awards
  - Miglior cast
  - Miglior attore protagonista a Sean Penn
- 2010 - Premio Robert
  - Candidatura Miglior film statunitense a Gus Van Sant
- 2009 - Society of Camera Operators
  - Candidatura Miglior operatore alla fotocamera a Will Arnot
- 2009 - Toronto Film Critics Association Awards
  - Candidatura Miglior attore protagonista a Sean Penn
  - Candidatura Miglior attore non protagonista a Josh Brolin
- 2009 - Vancouver Film Critics Circle
  - Miglior film
  - Miglior attore protagonista a Sean Penn
  - Candidatura Miglior regia a Gus Van Sant
  - Candidatura Miglior attore non protagonista a Josh Brolin
- 2009 - World Soundtrack Awards
  - Candidatura Colonna sonora dell'anno a Danny Elfman
- 2009 - WGA Award
  - Paul Selvin Honorary Award a Dustin Lance Black
  - Miglior sceneggiatura originale a Dustin Lance Black

## Citazioni e riferimenti
- La vita di Harvey Milk è già stata raccontata nel documentario premio Oscar The Times of Harvey Milk, diretto da Rob Epstein nel 1984.
- Nelle scene in cui viene inquadrato il Castro Theatre è possibile vedere che sono in programmazione i film Figlia del vento (1938) ed Eva contro Eva (1950), entrambi interpretati da Bette Davis.
- Nella scena in cui Milk sale su una cassetta di legno per parlare alla folla, è visibile alle sue spalle l'insegna del film L'avventura del Poseidon (1972).
- In sottofondo alla scena del Gay pride vi è il brano Somewhere Over the Rainbow, nella celebre interpretazione di Judy Garland ne Il mago di Oz.
- Le inquadrature multiple di persone al telefono sono un omaggio al film di William Friedkin del 1970 Festa per il compleanno del caro amico Harold.
- Jack Lira racconta al suo amante, Harvey Milk, le vicende della sua soap opera preferita, ovvero La valle dei pini.

## Casi mediatici
La rivista The Advocate, nonostante abbia supportato fin dal principio il progetto di Van Sant, ha criticato la scelta di Sean Penn nel ruolo principale, a causa del sostegno dell'attore al governo di Cuba, paese contrario all'assegnazione di diritti ai gay.